# Margaux Pinot
Margaux Pinot (Besançon, 6 de janeiro de 1994) é uma judoca francesa, campeã olímpica.

## Carreira
Pinot esteve nos Jogos Olímpicos de Verão de 2020 em Tóquio, onde conquistou o ouro no confronto por equipes mistas como representante da França, conjunto de judocas que derrotou o time japonês.
Em 2023, ganhou a prata por equipes no Campeonato Mundial em Doha, do qual disputou em duas lutas da final. Em 2024, obteve seu primeiro título em mundiais, vencendo a compatriota Marie-Eve Gahié na final em Abu Dhabi.